# یوآنا اولچاک-رونیکر
یوآنا اولچاک-رونیکر (لهستانی: Joanna Olczak-Ronikier؛ زادهٔ ۱۲ نوامبر ۱۹۳۴) نویسنده، رمان‌نویس و فیلم‌نامه‌نویس یهودی‌تبار اهل لهستان است.
او یکی از بنیان‌گذاران اصلی پیوْنیتسا پُد بارانامی محسوب می‌شود و در سال ۱۹۹۴ یک تک‌نگاشت دربارهٔ آن نگاشت و ۴ سال بعد هم یک زندگی‌نامه از پیوتر اسکژنتسکی منتشر کرد.
او در سال ۲۰۰۲ میلادی بابت نگارش «باغ خاطرات» برندهٔ «جایزه نیکه» و در سال ۲۰۱۱ بابت نگارش زندگی‌نامه‌ای از یانوش کورچاک، برندهٔ «جایزهٔ کلیو» شد.
از فیلم‌ها یا مجموعه‌های تلویزیونی که وی در آن‌ها نقش داشته است، می‌توان به با گذشتِ روزها، از پسِ سال‌ها… اشاره نمود.